# Tamarrud

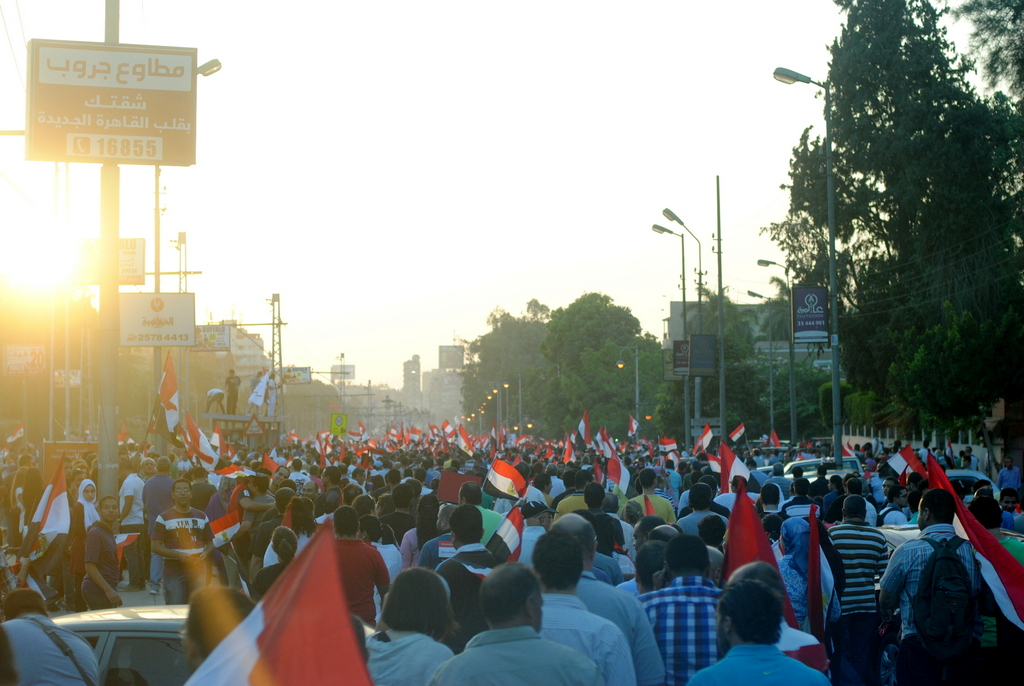
Protest przeciwko prezydentowi Muhammadowi Mursiemu, koniec czerwca 2013. Ruch Tamarrud był jednym z głównych animatorów podobnych wystąpień

Tamarrud (z arab. bunt) – egipski oddolny ruch społeczny, organizator protestów w Egipcie wiosną i latem 2013, wymierzonych przeciwko prezydentowi Muhammadowi Mursiemu, zakończonych wojskowym przewrotem, który pozbawił Mursiego władzy.
Ruch rozpoczął działalność w końcu kwietnia 2013. Inspiratorami jego powstania byli aktywiści Egipskiego Ruchu na rzecz Zmian, domagający się reform w kraju jeszcze za autorytarnych rządów Husniego Mubaraka, w latach 2004-2005, drugoplanowi uczestnicy rewolucji r. 2011, która zmusiła go do ustąpienia.
Działacze ruchu zbierali między kwietniem a lipcem 2013 podpisy pod petycją, w której zarzucali prezydentowi Muhammadowi Mursiemu i rządowi zaniedbywanie problemu ubóstwa w Egipcie, upadek krajowej gospodarki, „błagania” o pożyczkę Międzynarodowego Funduszu Walutowego w wysokości 4,8 mld dolarów, nierozwiązanie spraw śmierci uczestników protestów antyrządowych, nieprzywrócenie w kraju bezpieczeństwa i ślepe naśladowanie Stanów Zjednoczonych. Domagali się zrzeczenia się władzy przez prezydenta i jego polityczne zaplecze - Stowarzyszenie Braci Muzułmanów - oraz rozpisania nowych wyborów głowy państwa. Aktywiści ruchu zbierali podpisy na ulicach egipskich miast, w Internecie oraz na portalach społecznościowych. Jako kandydata na nowego prezydenta wskazywali Mahira al-Buhajriego.
Według działaczy Tamarrud do początku lipca organizacja zebrała 22 miliony podpisów pod swoją petycją. Stowarzyszenie Braci Muzułmanów utrzymywało, że w rzeczywistości zebranych zostało nie więcej niż 170 tys. podpisów. Tamarrud wzywał wojsko, policję i sądy egipskie do działania zgodnie z „wolą ludu”, tj. przeciw Mursiemu. Uczestnicy ruchu brali udział w masowych demonstracjach protestach przeciwko Mursiemu w lecie 2013. 1 lipca 2013 ogłosili ultimatum pod adresem prezydenta, żądając, by odszedł z urzędu najpóźniej następnego dnia. W przeciwnym razie działacze ruchu zamierzali wezwać do kolejnych manifestacji w Kairze i do powszechnej kampanii obywatelskiego nieposłuszeństwa. Pokojowe zakończenie rządów Braci Muzułmanów uważali za jedyne właściwe rozwiązanie sytuacji w kraju. Społeczeństwo egipskie było już wtedy wyraźnie podzielone na zwolenników i przeciwników prezydenta, a w czasie protestów dochodziło do aktów przemocy.
3 lipca Muhammad Mursi został odsunięty od władzy drogą zamachu stanu. Działacze Tamarrud poparli rząd utworzony pod auspicjami wojskowych i jego działania w kolejnych tygodniach.